# 苻寧
苻宁（？—？），中國五胡十六國時代人物，前秦哀平皇帝苻丕的长子，其母亲是杨皇后。
苻丕即位为皇帝，封苻宁为太子、单于。386年，苻丕被西燕皇帝慕容永打败後，被东晋扬威将军冯该斩杀。太子苻宁、长东王苻寿被送到了建康。晋孝武帝司马曜赦免了苻宁兄弟，把他们交给他们的叔叔原来苻坚的太子苻宏。